# 오카와라촌 (사이타마현)
오카와라촌(大河原村)은 사이타마현 지치부군에 설치되었던 촌이다. 현재의 히가시치치부촌에 해당한다.